# Aldo Cardoso
Pour les articles homonymes, voir Cardoso.
Aldo Cardoso est né le 7 mars 1956. Il est diplômé de l'ESCP Europe (Promotion 1979) et titulaire d'une maîtrise de droit et diplômé d'expertise comptable. Il a été maître de conférences à l'IEP Paris. 
Aldo Cardoso est président du conseil d'administration de Bureau Veritas, administrateur de ENGIE, Imerys et Worldline. Il est Senior Advisor de CVC Private Equity et de Deutsche Asset Management à Londres. Il a été président exécutif de Andersen Worldwide de 2002 à 2003, président du conseil de surveillance d’Andersen Worldwide de 2000 à 2001, et président d’Andersen France de 1998 à 2002.

## Biographie

### Famille
Aldo Cardoso naît le 7 mars 1956 à Tunis. Il est le fils de Charles Cardoso et Colette, née Maarek. Il épouse Véronique Ravier le 14 février 1989. Ils ont deux enfants, Benjamin et Antoine.

### Carrière
En 1979, Aldo Cardoso entame sa carrière en tant que consultant auditeur au sein du groupe Andersen. Il y est nommé associé en 1989, puis directeur du Département Audit en France en 1993. 
En 1998, il arrive au poste de directeur du Département Européen d’Audit et de Consultation Financière du groupe. Et est président des activités en France jusqu'en 2002.
En 2000, il devient Chairman du Conseil d'administration de Andersen Worldwide et prend la responsabilité de CEO en 2002 pour gérer le démantèlement du groupe à la suite de l'affaire Enron .
En 2010, il reçoit pour mission de l'État de réaliser un rapport sur la gouvernance des aides publiques à la presse.
En juin 2011, il est nommé par les pouvoirs publics en tant que médiateur lors des négociations pour le rapprochement des activités de Safran et Thales.
En 2017, il est consultant, senior advisor chez CVC et Deutsche Asset management et administrateur de plusieurs entreprises parmi lesquelles ENGIE, Imerys, Worldline. Il est président du conseil d'administration de Bureau Veritas depuis le 9 mars 2017.
Il a été antérieurement administrateur de Accor, Rhodia, Gecina, Orange, Mobistar (Bruxelles), GE Corporate Finance Bank, Penauille Polyservices et Senior Advisor chez 3i, et Lehman Brother Private equity.
Il est censeur de Axa Investment Managers.
Il est également président de la Fondation Royaumont, membre du Conseil de surveillance de la Fondation pour l'innovation politique. 
Il est administrateur de Planet Finance de 2000 à 2010 et de l'Institut français des administrateurs de 2004 à 2010.
Il est également l'auteur du livre l'Anarchie libérale.

## Récompenses
Aldo Cardoso est nommé chevalier de la Légion d'honneur en 2007 et promu officier dans l'ordre national du Mérite en novembre 2010.